# Kamenná (Libavá)
Kamenná (německy Steinberg) s výškou 568 m n. m. leží nad bývalou vesnicí Vojnovice nad řekou Odrou a nad Lazským potokem. Nachází se 2,5 km jihovýchodně od Staré Vody a 4,8 km východně od Města Libavá, ve vojenském újezdu Libavá v Oderských vrších (část pohoří Nízkého Jeseníku) v Olomouckém kraji. Kamenná patří do masivu kopce Liščí vrch (614 m n. m.). Kamenná je oficiálně veřejnosti nepřístupná.

## Další informace
Na Kamennou se lze dostat nejlépe lesními cestami z Vojnovic nebo Staré Vody.
Na jihovýchodním svahu Kamenné stával filiální kostel svaté Trojice ve vesnici Vojnovice. Odsunem německého obyvatelstva a následným zřízením vojenského prostoru Kamenná a její okolí zpustlo.
Pod Kamennou, ve Vojnovicích je opětovně umístěn kamenný obelisk připomínající osud Vojnovic a padlé v 1. světové válce.
Pod Kamennou, nedaleko Staré Vody je u Lazského potoka Královská studánka a restaurovaná barokní Kaple svaté Anny (součást poutního místa Stará Voda).
Západním směrem, přes údolí Lazského potoka se nachází masiv Anenského vrchu.